# Luis Alfonso Dávila
Luis Alfonso Dávila est un militaire, homme politique et homme d'État vénézuélien, né le 6 décembre 1943. Président du Sénat du Venezuela en 1999, il a été ministre des Relations intérieures de 2000 et 2001 et ministre des Relations extérieures de 2001 à 2002.

## Sources
- (es) Cet article est partiellement ou en totalité issu de l’article de Wikipédia en espagnol intitulé « Luis Alfonso Dávila » (voir la liste des auteurs).